# Эристави, Элизбар Георгиевич
Элизбар Георгиевич Эристави (груз. ელიზბარ გიორგის ძე ერისთავი; 1738—1813) — грузинский политический деятель и поэт.

## Биография
Родился в 1738 году. В 1777 году участвовал в восстании Ксанского эриставства против царя Картли-Кахетинского царства Ираклия II. Укрепился в за́мке Похала, но видя грядущее поражение восстания, бежал в Имеретинское царство. Вместе с поэтом Бесики имел большое влияние на царский двор Имерети  и даже женился на дочери царя Соломона I Мариам (1769—1845). После прихода к власти царя Соломона II покинул Имерети и вернулся в своё имение в Белоте и отошёл от активной политической деятельности. Писал стихи, в которых выражал свою грусть по поводу утраты грузинской знатью своих социальных и политических привилегий; их рукописи сохранились.